# Nick Bellore
Nicholas Lalonde Bellore (Saint Paul, 12 maggio 1989) è un giocatore di football americano statunitense che milita nel ruolo di fullback per i Seattle Seahawks della National Football League (NFL).

## Carriera

### New York Jets
Bellore iniziò la carriera nel football come linebacker. Dopo non essere stato scelto nel Draft NFL 2011 firmò con i New York Jets, riuscendo ad entrare nel roster della squadra per la stagione regolare 2011. Nella prima annata fece registrare 19 tackle, giocando principalmente negli special team. Il 14 ottobre 2012 ricevette il primo passaggio in carriera su un punt fintato da Tim Tebow, guadagnando 23 yard. Gli allenatori dei Jets tentarono di convertirlo in fullback nel training camp del 2012, ma l'esperimento ebbe breve durata. Il 15 gennaio 2015 Bellore fu inserito da Pro Football Focus nello special team della sua formazione ideale della stagione.

### San Francisco 49ers
Bellore firmò un contratto biennale con i San Francisco 49ers il 3 aprile 2015.
Nel 2016, Bellore disputò 14 partite, scendendo in campo un record personale di 10 volte come titolare, totalizzando 82 tackle, 4 passaggi deviati, un sack, un intercetto e un fumble recuperato. Fu inserito in lista infortunati il 19 dicembre 2016 per un problema a un gomito.

### Detroit Lions
Il 3 aprile 2017, Bellore firmò con i Detroit Lions. Fu svincolato il 9 settembre 2017 ma rifirmò due giorni dopo. Bellore iniziò ad essere impiegato nell'attacco dei Detroit come fullback, principalmente nelle situazioni di blocco finché a sorpresa non segnò un touchdown su ricezione contro i Baltimore Ravens il 3 dicembre 2017. Fu il primo di tutta la sua carriera.
Il 14 marzo 2018, Bellore rifirmò con i Lions.

### Seattle Seahawks
Il 9 maggio 2019, Bellore firmò con i Seattle Seahawks. Alla fine della stagione 2020 fu convocato per il suo primo Pro Bowl (non disputato a causa della pandemia di COVID-19) come special teamer.
Il 22 febbraio 2023 Bellore firmó con i Seahawks un rinnovo biennale del valore di 6,6 milioni di dollari. Nel 2023 fu convocato come special teamer per il secondo Pro Bowl al posto di Jalen Reeves-Maybin che scelse di non parteciparvi.

## Palmarès
- Convocazioni al Pro Bowl: 2

2020, 2023